# De Kreuners
De Kreuners sono un gruppo musicale rock fiammingo di lingua olandese attivo dal 1978 al 2012, formato attorno al cantante Walter Grootaers, popolare in Belgio e poi nei Paesi Bassi con il titolo Ik wil I del 1990.

## Storia del gruppo
Fondato nel 1978, il gruppo ha suscitato interesse dopo aver vinto il primo Humo's Rock Rally, concorso belga di rock, senza ottenere un contratto di registrazione. Quindi vende i suoi primi tre singoli in modo indipendente. Nummer een, registrato a Londra, è il suo primo successo. Il gruppo si impegna quindi in Warner Bros.; nel 1981, l'album Nachts kouder dan buiten vendette 30 000 copie. All'epoca dell'album Er sterft een beer in de taiga, i De Kreuners sono una delle band più popolari nelle Fiandre e la registrazione diventa disco d'oro in due giorni. Nel 1990, il gruppo lascia Warner Bros. per EMI Group e pubblica il suo più grande successo, l'album Hier en nu, venduto a 100 000 copie; il titolo Ik wij je è stato copiato più di un milione di volte. L'album della compilation Het beste van de Kreuners, pubblicato nel 2003, è certificato platino prima della data di uscita.
Il 13 febbraio 2012, De Kreuners annuncia ufficialmente la fine della sua carriera; durata 34 anni. Il bassista del gruppo, Berre Bergen, muore il 7 febbraio 2016.

## Membri
- Walter Grootaers : voce
- Erik Wauters : chitarra
- Berre Bergen poi Axl Peleman : basso elettrico
- Jan Van Eyken : chitarra
- Ben Crabbé : percussioni

## Discografia

### Album
- 1981 : 's Nachts kouder dan buiten'
- 1982 : 'Er sterft een beer in de taiga'
- 1983 : 'Natuurlijk zijn er geen Alpen in de Pyreneeën'
- 1984 : 'Weekends in België'
- 1986 : 'Dans der onschuld'
- 1990 : 'Hier en nu'
- 1991 : 'Het beste van De Kreuners'
- 1992 : 'Knagend vuur'
- 1995 : 'De Kreuners'
- 1998 : 'Pure Pop'
- 2000 / 2003 : 'Originele hits / Essential'
- 2003 : '1978'
- 2003 : '25 jaar het beste van De Kreuners'
- 2005 : 'DVD - Live 2005'
- 2008 : '30 Jaar de Kreuners'

### Singoli
- Nummer een (1980)
- Nee oh nee (1981)
- Zij heeft stijl (1981)
- Gezellig samenzijn (1981)
- Madame WuWu (1981)
- Layla (1982)
- Beest (1982)
- Cous cous kreten (1982)
- Doe het gevecht (1983)
- Vuil water (1984)
- Ik dans wel met mezelf (1985)
- Sha la (1985)
- Jongens hebben geluk (1986)
- Wij gaan deserteren (1986)
- A rum a drum drum (1987)
- Koes koes kreten (1989)
- Verliefd op Chris Lomme (1989)
- Ik wil je (1990)
- Nu of nooit (1990)
- Zo jong (1990)
- Maak we wakker (1991)
- Layla (1991)
- Het regent meer dan vroeger (1991)
- In de zin van mijn leven (1991)
- Help me door de nacht (1991)
- Ik ben bij jou (1991)
- De hemel nooit beloofd (1991)
- Vergeet het maar (1995)
- Er komt een tijd (1996)
- Wat komen moet dat komt (1996)
- Vader moeder appelspijs (1996)
- We kleuren de nacht (1998)
- De laatsten zullen de eersten zijn (1998)
- Waar en wanneer (1998)
- Meisje Meisje (2003)
- Ja! (2003)
- Lust slaapt nooit (2004)
- Pinguïns in Texas (2008)
- Stil in mij (2008)
- Das wat ik zeggen wou (2010)